# 예비타당성조사
예비타당성조사(豫備妥當性調査)는 재정투자의 효율성을 높이기 위해 대규모 개발 사업에 대해 우선순위와 적정 투자시기, 재원 조달방법 등 타당성을 검증하도록 하는 제도로, 국가재정법 제38조와 동법 시행령 13조를 근거로 시행한다. 약칭으로 예타라고 부르기도 한다.

## 도입
김대중 정부 때인 1999년 도입되었다. 1997년 후반 IMF 외환위기로 인해 한국 경제가 침체되면서, 재정과 공공부문의 효율성 · 투명성 제고의 필요성이 제기되었다. 이에 따라 1998년 공공사업 효율화 추진단이 구성되었고, 예비타당성조사 등 공공사업 효율화 종합대책이 마련되었다.

## 타당성조사와의 차이점
타당성조사는 기술적 타당성에 초점을 맞추는 반면, 예비타당성조사는 경제적 타당성을 주요 조사대상으로 삼는다. 또한 타당성조사는 해당 사업 부처가 담당하나, 예비타당성조사는 기획재정부(국가연구개발사업은 과학기술정보통신부)가 담당하게 된다.

## 조사 · 면제 대상
국가재정법 제38조 1항에 따라 총사업비가 500억원 이상이고, 국가의 재정지원 규모가 300억원 이상인 신규 사업 중, 건설공사나 정보화 사업, 국가연구개발사업, 기타 사회복지·보건·교육·노동·문화 및 관광·환경 보호·농림해양수산·산업·중소기업 분야 사업(이하 '기타 재정사업')을 조사 대상으로 한다. 단 동법 제38조 2항에 따라 공공시설, 문화재, 국가안보, 남북경제협력, 재난예방, 지역균형발전 등 10가지 사업들은 대통령령으로 정하는 절차에 따라 사업 대상에서 제외된다.
각 중앙관서의 장이 기획재정부 장관에게 요구하거나, 또는 기획재정부 장관이 직권으로 선택함으로써 조사 대상이 선정된다. 전자의 경우, 원칙적으로 사업 시행 전전년도까지 기재부 장관에게 예비타당성조사를 요구해야 하며, 이때 기재부 장관이 정하는 절차 및 방식에 따라 원칙적으로 매년 4회 '예비타당성조사 요구서'를 작성하여 제출하여야 한다.
기획재정부 장관은 중장기 투자계획과의 부합성, 사업계획의 구체성, 사업 추진의 시급성, 국고지원의 요건, 지역균형발전 요인 또는 기술개발 필요성 등을 고려해 예비타당성조사 대상을 선정한다.

## 주관 · 수행 주체
조사는 기획재정부 장관이 주관하며, 기획재정부 장관의 요청에 의해 한국개발연구원(KDI) 공공투자관리센터(PIMAC)과 한국조세재정연구원에서 총괄하여 수행한다. 다만 국가연구개발사업의 경우 기획재정부 장관이 과학기술정보통신부 장관에게 위탁하여, 한국과학기술기획평가원(KISTEP)에서 조사를 수행한다.

## 평가 항목
건설 사업의 경우, 경제성 · 정책성 · 지역균형발전이 평가 항목에 포함된다. 
- 경제성: 예비타당성조사 대상사업의 국민 경제적 파급효과와 투자적합성을 분석하는 핵심적 조사과정이다. 비용-편익분석(Cost-Benefit Analysis)을 기본적인 방법론으로 채택하여 분석한다. 일반적으로 B/C비율이 1보다 클 경우 경제적 타당성이 있음을 의미한다. 비용-편익분석이 적합하지 않다고 판단되는 사업의 경우, 경제사회적 파급효과 등을 산출하고 이를 통해 비용-효과분석(Cost-Effectiveness Analysis)을 실시할 수 있다. 여유자금 등을 활용하여 수입증대를 주요 목적으로 하는 사업은 경제성 분석 대신 수익성 분석으로 대체할 수 있다.
- 정책성: 해당 사업과 관련된 정책의 일관성 및 사업준비 정도, 사업 추진상의 위험요인, 고용효과, 사업별 특수평가 항목 등의 평가항목들을 정량적 또는 정성적으로 분석한다. 이 과정에서 환경적 가치의 고려가 필요하거나 저탄소·녹색성장에 기여하는 바가 큰 사업에 대하여는 사업 특수평가 항목에 반영하여야 한다.
- 지역균형발전: 지역간 불균형 상태의 심화를 방지하고 지역간 형평성 제고를 위해 지역낙후도 개선, 지역경제 파급효과, 고용유발 효과 등 지역개발에 미치는 요인을 분석한다.

정보화 산업의 경우, 경제성 · 정책성 · 기술성이 평가 항목에 포함되며, 기타 재정사업의 경우, 경제성 · 정책성이 포함된다.
위의 항목들을 바탕으로 한 종합평가 시, 계층화분석법(AHP, Analytic Hierarchy Process)을 활용하여 계량화된 수치를 도출한다. 이때 건설 사업의 경우, 경제성에 35~50%, 정책성에 25~40%, 지역균형발전에 25~35%의 가중치를 부여한다. 일반적으로 AHP가 0.5 이상이면 사업 시행이 바람직함을 의미한다.

## 효과
KDI 공공투자관리센터에 따르면, 1999년~2017년 동안 총 685건, 323조 규모의 사업을 대상으로 조사가 실시되었으며, 이 중 도로, 철도, 항만 등 SOC 사업이 464건, 247조(77%) 규모를 차지하였다. KDI 공공투자관리센터는 타당성 유무를 기준으로 할 경우 예타를 통해 예산이 141조원(42%) 절감됐다고 분석했다. 다만, 지방공항처럼 대규모 자금이 투입되었음에도 불구하고 예상보다 수요가 적어 적자가 발생하는 등 실패사례도 있다.

## 논란

### 문재인 정부 예비타당성조사 면제 논란
2019년 1월 29일, 홍남기 경제부총리 겸 기획재정부 장관이 수도권-비수도권 간 지역균형발전을 명목으로, 24조 1000억 원 규모의 23개 사업에 대해 예비타당성조사를 면제하겠다고 발표해 논란이 되었다.

## 관련 법령

### 국가재정법
제38조(예비타당성조사) ① 기획재정부장관은 총사업비가 500억원 이상이고 국가의 재정지원 규모가 300억원 이상인 신규 사업으로서 다음 각 호의 어느 하나에 해당하는 대규모사업에 대한 예산을 편성하기 위하여 미리 예비타당성조사를 실시하고, 그 결과를 요약하여 국회 소관 상임위원회와 예산결산특별위원회에 제출하여야 한다. 다만, 제4호의 사업은 제28조에 따라 제출된 중기사업계획서에 의한 재정지출이 500억원 이상 수반되는 신규 사업으로 한다.
1. 건설공사가 포함된 사업
2. 「국가정보화 기본법」 제15조제1항에 따른 정보화 사업
3. 「과학기술기본법」 제11조에 따른 국가연구개발사업
4. 그 밖에 사회복지, 보건, 교육, 노동, 문화 및 관광, 환경 보호, 농림해양수산, 산업·중소기업 분야의 사업
② 제1항에도 불구하고 다음 각 호의 어느 하나에 해당하는 사업은 대통령령으로 정하는 절차에 따라 예비타당성조사 대상에서 제외한다.
1. 공공청사, 교정시설, 초·중등 교육시설의 신·증축 사업

2. 문화재 복원사업
3. 국가안보에 관계되거나 보안을 요하는 국방 관련 사업
4. 남북교류협력에 관계되거나 국가 간 협약·조약에 따라 추진하는 사업
5. 도로 유지보수, 노후 상수도 개량 등 기존 시설의 효용 증진을 위한 단순개량 및 유지보수사업
6. 「재난 및 안전관리기본법」 제3조제1호에 따른 재난(이하 "재난"이라 한다)복구 지원, 시설 안전성 확보, 보건·식품 안전 문제 등으로 시급한 추진이 필요한 사업
7. 재난예방을 위하여 시급한 추진이 필요한 사업으로서 국회 소관 상임위원회의 동의를 받은 사업
8. 법령에 따라 추진하여야 하는 사업
9. 출연·보조기관의 인건비 및 경상비 지원, 융자 사업 등과 같이 예비타당성조사의 실익이 없는 사업
10. 지역 균형발전, 긴급한 경제·사회적 상황 대응 등을 위하여 국가 정책적으로 추진이 필요한 사업으로서 다음 각 목의 요건을 모두 갖춘 사업. 이 경우, 예비타당성조사 면제 사업의 내역 및 사유를 지체 없이 국회 소관 상임위원회에 보고하여야 한다.
가. 사업목적 및 규모, 추진방안 등 구체적인 사업계획이 수립된 사업
나. 국가 정책적으로 추진이 필요하여 국무회의를 거쳐 확정된 사업

③ 제1항의 규정에 따라 실시하는 예비타당성조사 대상사업은 기획재정부장관이 중앙관서의 장의 신청에 따라 또는 직권으로 선정할 수 있다.
④ 기획재정부장관은 국회가 그 의결로 요구하는 사업에 대하여는 예비타당성조사를 실시하여야 한다.
⑤ 기획재정부장관은 제1항의 규정에 따른 예비타당성조사 대상사업의 선정기준·조사수행기관·조사방법 및 절차 등에 관한 지침을 마련하여 중앙관서의 장에게 통보하여야 한다.

제38조의2(예비타당성조사 결과 관련 자료의 공개) 기획재정부장관은 제38조제1항에 따른 예비타당성조사를 제8조의2제1항제2호의 업무를 수행하는 전문기관에 의뢰하여 실시할 수 있으며, 예비타당성조사를 의뢰 받은 전문기관의 장은 수요예측자료 등 예비타당성조사 결과에 관한 자료를 「공공기관의 정보공개에 관한 법률」 제7조에 따라 공개하여야 한다.

제38조의3(국가연구개발사업 예비타당성조사의 특례) ① 기획재정부장관은 제8조의2, 제38조 및 제38조의2에 규정된 사항 중 「과학기술기본법」 제11조에 따른 국가연구개발사업에 대한 예비타당성조사에 관해서는 대통령령으로 정하는 바에 따라 과학기술정보통신부장관에게 위탁할 수 있다.
② 제1항에 따라 예비타당성조사에 관하여 위탁받은 과학기술정보통신부장관은 제38조제2항 및 제5항과 관련한 사항의 경우 사전에 기획재정부장관과 협의하여야 한다.
③ 기획재정부장관은 제1항에 따라 위탁한 예비타당성조사가 적절하게 운영되는지 등을 대통령령으로 정하는 바에 따라 평가할 수 있다.

### 국가재정법 시행령
제13조(예비타당성조사) ① 삭제
② 삭제
③ 중앙관서의 장이 법 제38조제3항에 따라 예비타당성조사를 신청하는 경우에는 사업의 명칭ㆍ개요ㆍ필요성 등을 명시한 예비타당성조사 요구서를 기획재정부장관에게 제출하여야 한다.
④ 기획재정부장관은 제3항의 요구에 따라 또는 직권으로 해당 사업 관련 중ㆍ장기 투자계획과의 부합성 및 사업추진의 시급성 등을 검토한 후 관계 전문가의 자문을 거쳐 예비타당성조사의 실시 여부를 결정하여야 한다.
⑤ 기획재정부장관은 제4항에 따라 예비타당성조사를 실시하기로 결정한 경우에는 조사대상사업의 경제성 및 정책적 필요성 등을 종합적으로 검토하여 그 타당성 여부를 판단하고, 그 결과를 공개하여야 한다.
⑥ 삭제

제13조의2(예비타당성조사의 면제 절차) ① 중앙관서의 장이 법 제38조제2항에 따라 예비타당성조사를 면제받으려는 경우에는 해당 사업의 명칭, 개요, 필요성과 면제 사유 등을 명시한 예비타당성조사 면제요구서를 기획재정부장관에게 제출하여야 한다.
② 기획재정부장관은 제1항에 따른 예비타당성조사 면제요구서를 제출받은 경우 법 제38조제2항 각 호의 어느 하나에 해당하는 사업에 대해서는 관계 전문가의 자문을 거쳐 예비타당성조사 면제 여부를 결정하고 소관 중앙관서의 장에게 그 결과를 통보하여야 한다. 다만, 국가기밀과 관계된 사업의 경우에는 관계 전문가의 자문을 거치지 아니할 수 있다.
③ 소관 중앙관서의 장은 제2항에 따라 예비타당성조사 면제 결정을 통보받은 경우 법 제38조제2항제7호에 따른 재난예방을 위하여 시급한 추진이 필요한 사업의 면제 결정에 대해서는 국회 소관 상임위원회의 동의를 받아야 하며, 같은 항 제10호 전단에 해당하는 사업의 면제 결정에 대해서는 그 사업의 내용과 면제 사유를 지체 없이 국회 소관 상임위원회에 보고하여야 한다.

제13조의3(국가연구개발사업 예비타당성조사에 관한 업무의 위탁) ① 기획재정부장관은 법 제38조의3제1항에 따라 국가연구개발사업에 대한 예비타당성 조사에 관한 다음 각 호의 업무를 과학기술정보통신부장관에게 위탁할 수 있다.
1. 법 제8조의2제1항제2호에 따른 전문기관의 지정
2. 법 제8조의2제2항에 따른 전문기관에 대한 출연
3. 법 제8조의2제3항에 따른 지정의 취소
4. 법 제38조제1항에 따른 예비타당성조사의 실시와 그 결과의 국회 제출
5. 법 제38조제2항에 따른 예비타당성조사 대상 제외
6. 법 제38조제3항에 따른 예비타당성조사 대상사업의 선정
7. 법 제38조제4항에 따른 예비타당성조사의 실시
8. 법 제38조제5항에 따른 예비타당성조사에 관한 지침의 마련 및 통보
9. 법 제38조의2에 따른 예비타당성조사의 전문기관 의뢰 및 예비타당성조사 결과에 관한 자료의 공개
② 기획재정부장관은 제1항에 따라 업무를 위탁하는 경우에는 위탁업무의 내용을 고시하여야 한다.
③ 제1항 및 제2항에 따라 위탁하는 업무의 범위에 관하여는 기획재정부장관과 과학기술정보통신부장관이 협의하여 조정할 수 있다. 이 경우 기획재정부장관은 그 내용을 고시하여야 한다.

제13조의4(국가연구개발사업 예비타당성조사에 관한 업무의 평가) ① 과학기술정보통신부장관은 「과학기술기본법」 제11조에 따른 국가연구개발사업(이하 "연구개발사업"이라 한다)에 대한 예비타당성조사를 한 경우에는 법 제38조의3제3항에 따른 평가를 위하여 그 결과를 회계연도 종료 후 3개월 이내에 기획재정부장관에게 제출하여야 한다.
② 기획재정부장관은 제1항에 따라 제출된 결과를 검토하여 2년마다 연구개발사업 예비타당성조사 운영의 적정성을 평가할 수 있다.
③ 기획재정부장관은 제2항에 따른 평가의 결과에 따라 연구개발사업의 예비타당성조사와 관련된 제도 등의 운영에 대한 개선 사항을 과학기술정보통신부장관에게 권고할 수 있다.

### 행정규칙
- 2018년도 예비타당성조사 운용지침 (기획재정부지침 제9999호, 2018. 4. 17., 제정)
- 국가연구개발사업 예비타당성조사 수행 총괄지침 (과학기술정보통신부지침 제2호, 2018. 4. 17., 제정)
- 국가연구개발사업 예비타당성조사 운용지침 (과학기술정보통신부지침 제1호, 2018. 4. 17., 제정)
- 예비타당성조사 수행 총괄지침 (기획재정부지침 제9999호, 2018. 4. 17., 일부개정)